# Amblyolpium ortonedae
Amblyolpium ortonedae es una especie de arácnido del orden Pseudoscorpionida de la familia Olpiidae.

## Distribución geográfica
Se encuentra en Brasil, Ecuador y Colombia.